# Lammassaari (ö i Norra Karelen, Joensuu, lat 62,96, long 30,75)
Lammassaari är en ö i Finland. Den ligger i sjön Koitere och i kommunen Ilomants i den ekonomiska regionen  Joensuu ekonomiska region  och landskapet Norra Karelen, i den östra delen av landet, 400 km nordost om huvudstaden Helsingfors. Öns area är 5,06 kvadratkilometer och dess största längd är 5 kilometer i sydöst-nordvästlig riktning.  På ön ligger sjön Valkealampi.